# Sîtneakî, Makariv
Sîtneakî (în ucraineană Ситняки) este o comună în raionul Makariv, regiunea Kiev, Ucraina, formată numai din satul de reședință.

## Demografie
Componența lingvistică a comunei Sîtneakî
     Ucraineană (97,38%)
     Rusă (2,49%)
Conform recensământului din 2001, majoritatea populației comunei Sîtneakî era vorbitoare de ucraineană (97,38%), existând în minoritate și vorbitori de rusă (2,49%).